# ستان كرونكي
إينوس ستان كرونكي هو رجل أعمال أمريكي ولد في  29 يوليو 1947 معظم استثماراته تكون في الرياضة أو العقارات قدرت مجلة فوربس ثروته ب8.8 مليار دولار أمريكي مما يضعه في مصاف اغنياء الرياضة في العالم. 

## البداية
حصل كرونكي في العام 1982 على بكالوريوس في العلوم والفنون من جامعة ميزوري وأسس شركة أسماها مجموعة كرونكي (Kroenke Group) في عام 1983 متخصصة في تنمية مجالات العقارات السكنية.

## استثماراته في الرياضة
كرونكي مشهور بهوسه في الاستثمارات الرياضية فهو يمتلك 40% من فريق سانت لويس رامس الذي يلعب في الدوري الأمريكي لكرة القدم الأمريكية، و يملك نادي كولورادو رابيدز في الدوري الأمريكي لكرة القدم، وفريق دنفر ناغتس في دوري كرة السلة الأميركي للمحترفين وفريق كولورادو أفالانتش في الدوري الأميركي للهوكي على الجليد وفريق كولاوردو ماموث المتخصص في لعبة لكروس.
وفي شهر أبريل عام 2011 سيطر الملياردير الأميركي ستان كرونكي على الحصة الأكبر في نادي ارسنال الإنكليزي وقدرت الصفقة بحوالي مليار و195 مليون دولار أميركي وفقاً لبيان صدر في بورصة لندن.
وقال كرونكي (63 عاماً) في بيان: «نحن متحمسون لفرصة رفع مشاركتنا والتزامنا مع ارسنال. ارسنال ناد رائع يملك تاريخاً عريقاً وتقاليد مميزة ومدرباً رائعاً هو الفرنسي ارسين فينغر. نأمل الاستفادة من هذا التاريخ الغني وقيادة الفريق نحو النجاح».

## روابط خارجية
- ستان كرونكي على موقع IMDb (الإنجليزية)